# Еделвайс (хижа)
Вижте пояснителната страница за други значения на Еделвайс.
„Еделвайс“ е туристическа хижа, намираща се в местността „Мачовото“ в планината Витоша. Представлява двуетажна сграда с туристическа столова и бюфет. 
Построена е между 1932 и 1934 година от софийски планинари - клон „Еделвайс“ на БТС. През 1957 хижата изгаря до основи, но бързо бива възстановена, а по-късно е разширена.

## Изходни пунктове
- местността Златните мостове (последна спирка на автобус № 63) – 1,30 часа
- село Владая – 3 часа
- квартал Княжево – 3,30 часа

## Съседни туристически обекти
- хижа „Звездица“ – 10 минути
- хижа „Малинка“ – 30 минути
- Черни връх (през Конярника) –2,30 часа
- хижа „Кумата“ – 45 минути
- хижа „Селимица“ – 1,15 часа